# ويليام شورت
ويليام شورت هو محامي كندي، ولد في 11 يناير 1866 في Elora, Ontario ‏ في كندا، وتوفي في 27 يناير 1926 في إدمونتون في كندا.